# Cycas circinalis
Cycas circinalis là một loài thực vật hạt trần trong họ Cycadaceae. Loài này được L. mô tả khoa học đầu tiên năm 1753.